# Internationale Bauausstellung Hamburg
Die Internationale Bauausstellung Hamburg (kurz: IBA Hamburg) war eine Internationale Bauausstellung, die von 2006 bis 2013 in Hamburg stattfand. Die IBA Hamburg stand unter dem Motto „Sprung über die Elbe“ und thematisierte das Zusammenwachsen des nördlichen und südlichen Teils von Hamburg über die Elbinseln hinweg. Entsprechend lag der Fokus auf den Stadtteilen Veddel und Wilhelmsburg sowie dem Harburger Binnenhafen. Die IBA-Projekte wurden unter den drei Leitthemen Metrozonen, Stadt im Klimawandel und Kosmopolis realisiert.

## Geschichte
Anlass für die IBA Hamburg war der 2004 vorgestellte „Sprung über die Elbe“, ein Leitprojekt der Strategie der „Wachsenden Stadt“, mit der sich Hamburg dem Wettbewerb um Einwohner und Investitionen stellen wollte. Dieser „Sprung über die Elbe“ rückte die zentral gelegenen, aber lange vernachlässigten Stadtteile im Hamburger Süden in den Fokus der Stadtentwicklung, allen voran Wilhelmsburg, die Veddel und den Harburger Binnenhafen. Die ersten beiden, auch als „Elbinseln“ bezeichneten Stadtteile, bieten Möglichkeiten, neue „Stadt in der Stadt“ zu bauen – ein Ziel, das auch Kernpunkt des aktuellen Leitbildentwurfs zur Hamburger Stadtentwicklung ist.
Vorbereitung, Durchführung und Abwicklung der Internationalen Bauausstellung Hamburg fand von 2006 bis 2013 statt. Die IBA Hamburg sollte zeigen, „wie die Metropole von morgen auf die Herausforderungen von Globalisierung, Polarisierung und Klimawandel reagieren kann“. Projektgesellschaft für die Bauausstellung war die IBA Hamburg GmbH, die auch nach Ende der Internationalen Bauausstellung Hamburg fortbesteht.
Finanziert wurde die IBA Hamburg mit rund 90 Millionen Euro aus Sonderinvestitionsprogrammen der Freien und Hansestadt Hamburg. Investiert wurden in den Jahren von 2007 bis 2013 rund 1 Milliarde Euro, davon ein Drittel aus öffentlichen Mitteln und zwei Drittel von privater Seite. Mehr als 420.000 Menschen besuchten allein im Präsentationsjahr 2013 die 70 Projekte der IBA.
2007 begann die IBA Hamburg mit einem breit angelegten Auftaktjahr, aus dem beispielsweise auch der seitdem jährlich stattfindende „Elbinsel Sommer“ hervorgegangen ist.
Im Oktober 2010 fand die Zwischenpräsentation der damals im Bau und in Planung befindlichen 50 Projekte statt. Die Maßnahmen reichten von einzelnen Bauwerken über ganze Quartiere bis hin zu stadtteilübergreifenden politischen, kulturellen und sozialen Programmen. 2013 fand das abschließende Präsentationsjahr der IBA Hamburg mit insgesamt 70 Projekten statt. Einige der Projekte waren dabei noch nicht vollständig fertiggestellt, andere langfristig angelegt – etwa das „Klimaschutzkonzept Erneuerbares Wilhelmsburg“.
Eine enge Kooperation und organisatorische Vernetzung bestand zwischen der IBA Hamburg und der Internationalen Gartenschau Hamburg (IGS 2013), die ebenfalls 2013 auf den Elbinseln stattfand und mit ihrem „Volkspark neuen Typs“ den Stadtteil bereichern sollte.

## Leitthemen
Die IBA Hamburg widmet sich den Fragen, die nach eigener Auskunft für die „Zukunft der Metropolen“ entscheidend sind:
- Wie kann das Zusammenleben in einer immer internationaler werdenden Stadtgesellschaft organisiert werden?
- Wie können räumliche und soziale Barrieren in Metropolen überwunden werden und neue Quartiere auch an Orten entstehen, die zum Wohnen bislang ungeeignet schienen?
- Wie können die Metropolen unabhängiger von fossilen Energien werden? Und wie können sie sich den Folgen des Klimawandels wappnen?

Zu Beginn des IBA-Prozesses wurden diese Fragen durch die IBA Hamburg zu drei Leitthemen verdichtet, die im Mittelpunkt der Planungen, Prozesse und Dialoge stehen:
- Kosmopolis – Aus Vielfalt Stärke machen: Auf der soziokulturellen Ebene soll die IBA Hamburg zeigen, welchen Gewinn die internationale Stadtgesellschaft – die Kosmopolis – für eine Metropole bedeuten kann, wenn nach neuen Wegen des Zusammenlebens gesucht wird.
- Metrozonen – Neue Stadt in der Stadt: Auf der Ebene des Städtebaus soll die IBA Hamburg zeigen, wie sich die „inneren Stadtränder“, die Zonen der Infrastrukturen und Industrieareale, zu attraktiven Orten entwickeln können.
- Stadt im Klimawandel – Wachstum im Einklang mit der Umwelt: Hier soll gezeigt werden, wie eine Metropole wachsen kann, ohne dabei die Umwelt und das Klima zusätzlich zu belasten. Und sie soll zeigen, mit welchen neuen Lösungen eine Stadt am Wasser den Folgen des Klimawandels begegnen kann.

## Projekte
Projektideen für die Internationale Bauausstellung Hamburg wurden anhand von Qualitätskriterien geprüft und beurteilt, der „IBA-Exzellenz“, die das IBA-Kuratorium eigens entwickelt hat. Entscheidend sind Merkmale wie zum Beispiel das öffentliche Interesse, die Originalität, das Nutzungspotenzial, die Strukturwirksamkeit und die Präsentierbarkeit im Rahmen der IBA-Leitthemen. In vielen Fällen entschied eine Jury über die Anerkennung eines Projektes als IBA-Projekt. Auch das IBA-Kuratorium wurde in die Projektbewertung mit einbezogen.
Beispielhafte Projekte der IBA Hamburg sind laut eigener Aussage:

### Bildungszentrum Tor zur Welt
In der Mitte Wilhelmsburgs entstand das Bildungszentrum „Tor zur Welt“, eine lernende Stadt in der Stadt. Sie besteht aus fünf zentralen Grundbausteinen: dem School & Business Center, dem Umwelt & Science Center und einem Multifunktionsgebäude mit Veranstaltungssaal, Elterncafé, Elternschule und mannigfaltigen Beratungsstellen. Darüber hinaus wird sich die Sprachheilschule Wilhelmsburg diversen Aspekten der Sprachförderung widmen. Die neue Elbinselschule reiht sich mit einem reformpädagogischen Konzept in das Bildungszentrum ein, das Bildungsangebote über die schulische Bildung hinaus bereitstellt und ein soziales Zentrum für den Stadtteil schafft.

### Weltquartier
Unter dem Motto „Bewohner gestalten ihr Quartier“ wurde eine sanierungsbedürftige Siedlung an der Weimarer Straße im südlichen Reiherstiegviertel zum Weltquartier umgebaut; ein Modellprojekt für interkulturelles Wohnen mit Umbaumaßnahmen, die den unterschiedlichen Bedürfnissen der internationalen Bewohnerschaft gerecht werden. Ein neuartiges Beteiligungsverfahren versuchte die Berücksichtigung der zum Teil sehr verschiedenen Interessen zu gewährleisten. Dass dies nicht immer gelungen ist zeigt zum Beispiel der Protest bei der Eröffnung der „Infosäule Weltquartier“. Das Anfang 2015 fertiggestellte Weltquartier hat zahlreiche Preise und Auszeichnungen erhalten, darunter den renommierten Deutschen Städtebaupreis.

### Energiebunker

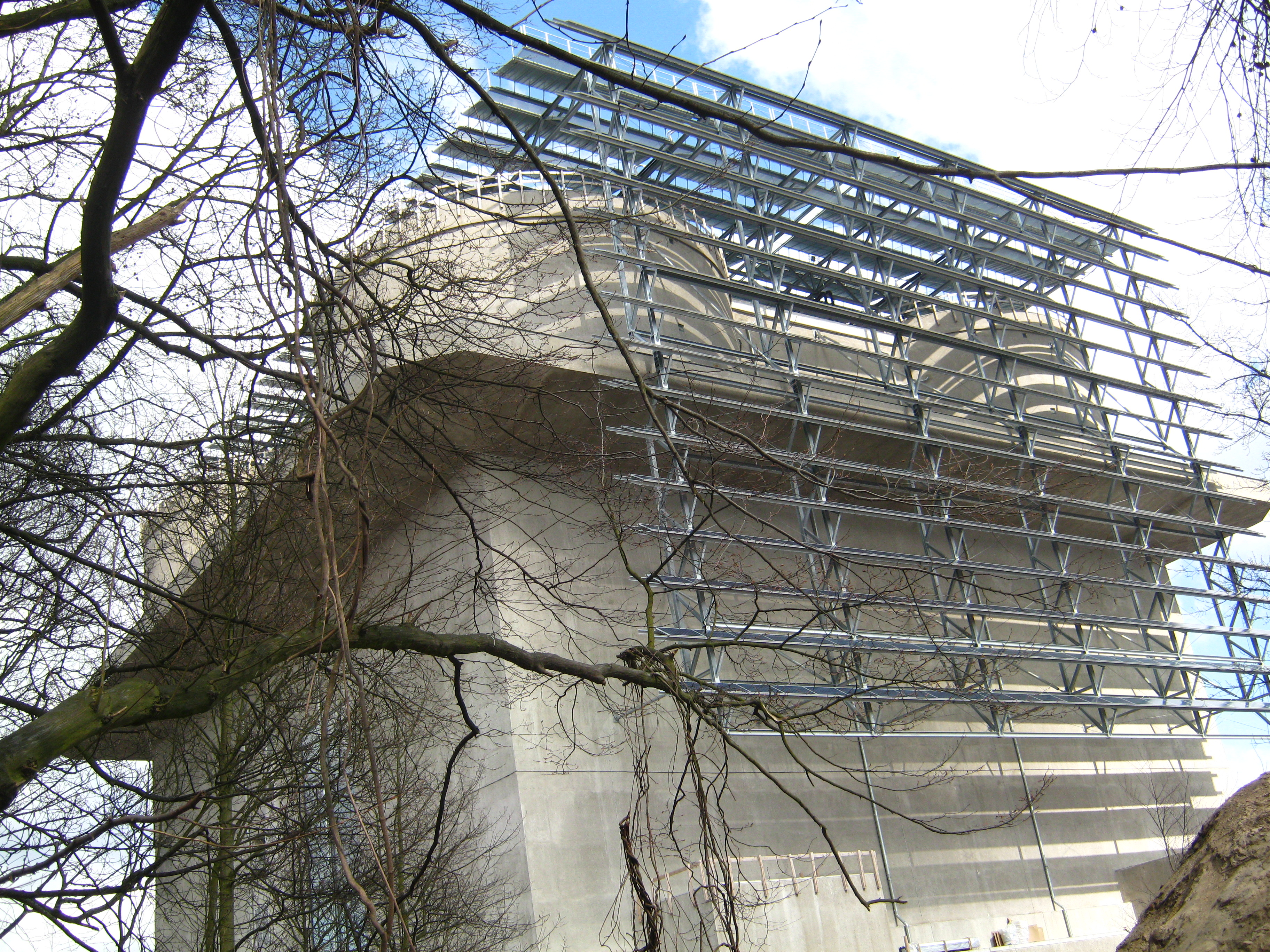
Energiebunker der IBA mit Photovoltaikanlage an der Südseite und Solarthermieanlage auf dem Dach

Der ehemalige Flakturm VI in Wilhelmsburg sollte ein Symbol des Klimaschutzkonzeptes „Erneuerbares Wilhelmsburg“ werden. Das seit Kriegsende ungenutzte Monument ist mit einem Biomasse-Blockheizkraftwerk, einem Wasserspeicher sowie einer Solarthermieanlage ausgestattet worden, die Warmwasser und Heizwärme für die Wohnungen des Weltquartiers erzeugen.

### Energieberg Georgswerder

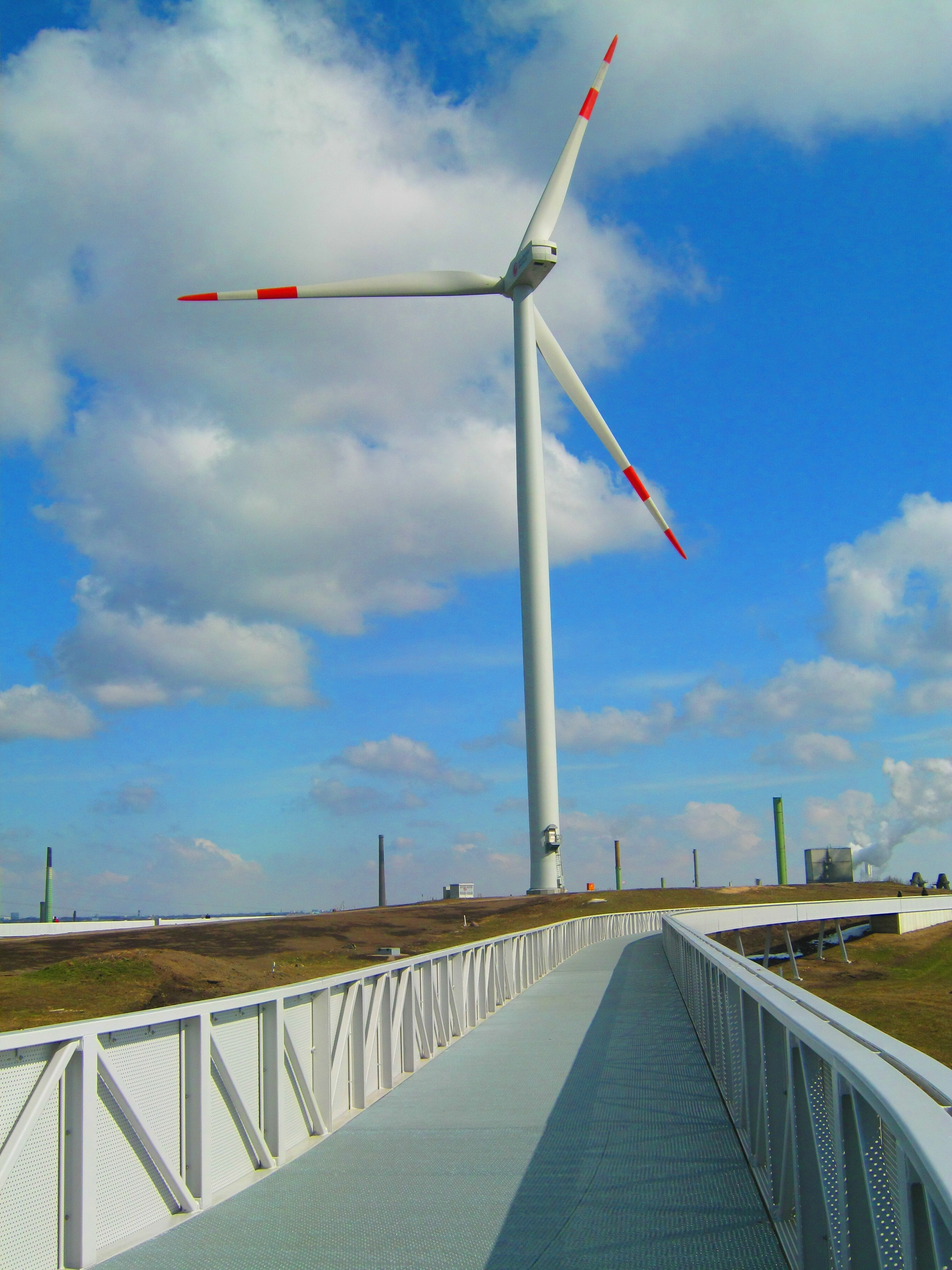
Energieberg IBA mit Horizontweg und Windgenerator

Der Deponiehügel Georgswerder wurde im Rahmen der IBA zu einem regenerativen Energieberg umgestaltet. Durch Windkraft, Sonnenenergie, Deponiegase, Biomasse und Geothermie soll er über 2000 Haushalte der Elbinsel mit Strom versorgen. Zudem wurde der Energieberg als Aussichtspunkt öffentlich zugänglich gemacht. Eine von der Stadtreinigung Hamburg betriebene Ausstellung informiert über die Geschichte des Berges.

### Wilhelmsburg Mitte
Vorher durchtrennt von Verkehrsschneisen, konnte die IBA in Wilhelmsburg neue Brücken schlagen und das Zentrum der Elbinseln durch zahlreiche Projekte zum erlebbaren Stadtraum machen: Moderne Arbeitsstätten, innovative Wohngebäude, Sportstätten und ein Neubau für die Stadtentwicklungsbehörde stehen heute im ehemaligen Niemandsland. Völlig neuartige Bau- und Wohnungstypen, Materialien, Energiekonzepte und architektonische Formen, bilden mit der Bauausstellung in der Bauausstellung in Wilhelmsburg Mitte ein "Schaufenster" und erlauben einen Blick in die Zukunft des Bauens und Wohnens. Als gebaute Fallstudien, sogenannte "Case Studies", sollten sie noch lange nach ihrer Fertigstellung als Anschauungs- und Diskussionsobjekt dienen und neue Arten des Bauens begründen.

### IBA Dock

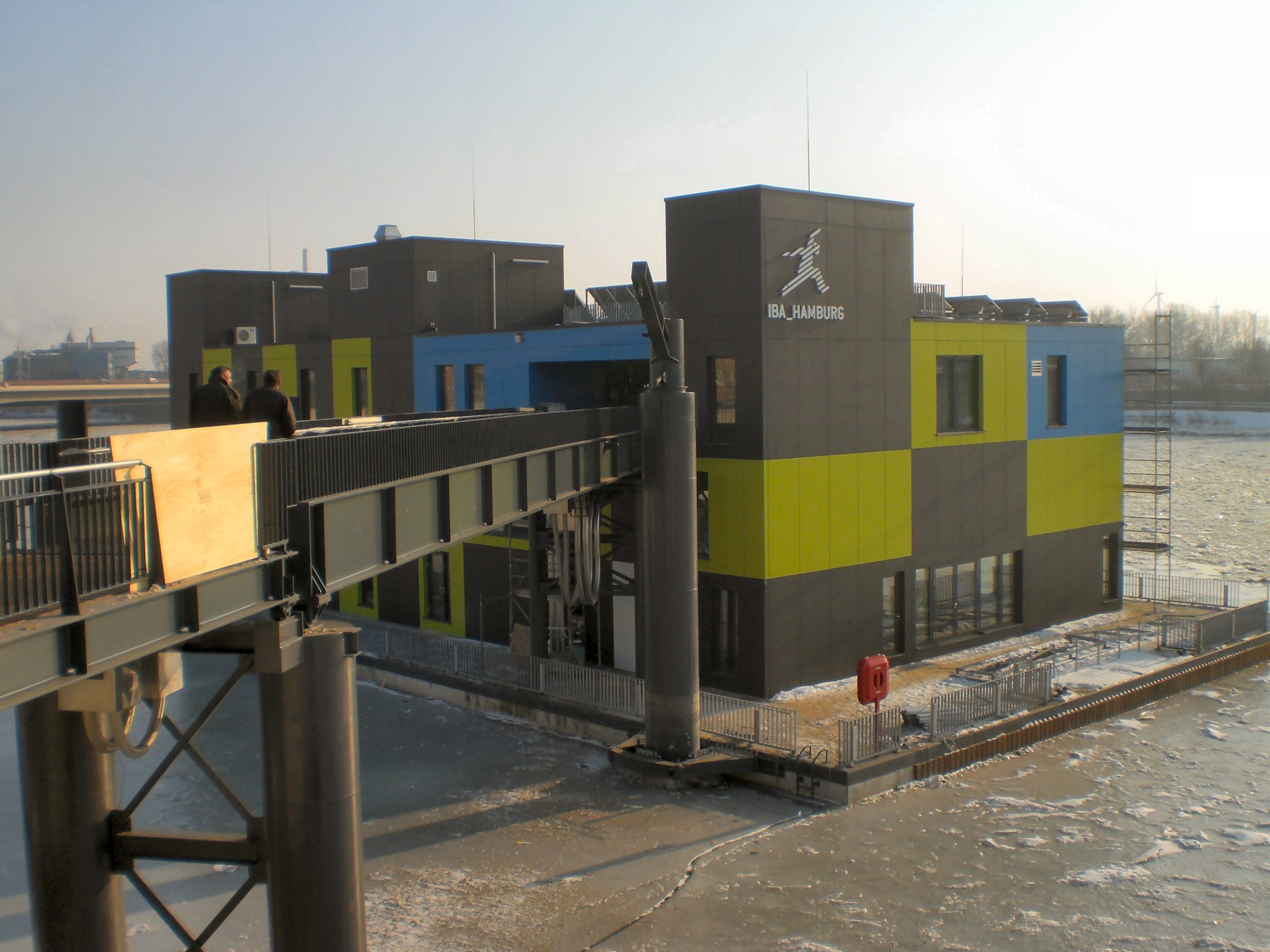
Das IBA Dock im Müggenburger Zollhafen

In Vorbereitung auf die Internationale Bauausstellung in Hamburg wurde im Müggenburger Zollhafen das von Hanfried Slawik entwickelte IBA Dock als Containergebäude errichtet, Deutschlands größtes schwimmendes Bürogebäude. Die Mitarbeiter der IBA Hamburg GmbH bezogen ihre Büros im Januar 2010. Das Besucherzentrum mit Ausstellung wurde am 6. Mai 2010 vom damaligen Ersten Bürgermeister Ole von Beust eröffnet. Anwohner protestierten mit mehreren Aktionen an und auf dem Wasser gegen die Pläne der IBA und den Mangel an bezahlbarem Wohnraum in ganz Hamburg.
Auf einem etwa 1000 Quadratmeter großen Beton-Ponton wurde das Gebäude in Modulbauweise mit seewasserfesten und witterungsbeständigen Faserzementtafeln in Anthrazit, Gelbgrün, Weiß und IBA-Blau errichtet. Diese leisten als vorgehängte hinterlüftete Fassade ihren Beitrag zu dem innovativen Energiesparkonzept.

## Schauplatz Elbinseln
Die Elbinseln, Schauplatz der Internationalen Bauausstellung, liegen inmitten der Freien und Hansestadt Hamburg, von der Innenstadt und der HafenCity durch die Norderelbe getrennt. Wilhelmsburg wird außerdem im Süden durch die Süderelbe und im Westen durch den Köhlbrand begrenzt. Etwa 55.000 Menschen aus rund 40 Nationen leben auf diesen 52 Quadratkilometern, vor allem in den Stadtteilen Wilhelmsburg und Veddel.
Ihre besondere Geographie und die einzigartige Mischung von Kulturen, von Wohn-, Wirtschafts- und Hafennutzung, von Marsch, Deichen und Wasser formen hier einen einmaligen urbanen Lebensraum.
Die IBA Hamburg hat diesen besonderen Metropolenraum mit seinen Gegensätzen, seinen Möglichkeiten, Problemen und Konflikträumen als Präsentationsgebiet gewählt, weil sich hier die Probleme und Chancen der Metropolen so konzentriert wie sonst kaum zeigen.

## IBA-Konvention und Dialogformate
Um den modellhaften Charakter einer Bauausstellung zu wahren und beispielhafte Antworten auf aktuelle Fragen der Stadtentwicklung geben zu können, plante die IBA Hamburg laut eigener Aussage möglichst viele zur Verfügung stehende Kräfte der Hansestadt zu mobilisieren. So wollte sie in Hamburg insbesondere auf eine offene Beteiligungs- und Dialogstruktur setzen: Wirtschaft, Verwaltung, Politik, Kultur und Bürger sind deshalb auf unterschiedliche Art als Partner am IBA-Prozess beteiligt. So einigten sich zu Beginn der IBA die wichtigen Akteure der Stadt in der „IBA-Konvention“ auf die wesentlichen Ziele der Bauausstellung. Mehr als 50 Unternehmen und Institutionen aus allen Bereichen der Gesellschaft unterschrieben die IBA Konvention im Mai 2007 und verpflichteten sich damit zur Zusammenarbeit.
Unterschiedliche Dialogformate sollen das bürgerliche Engagement aktivieren und Möglichkeiten für die Beteiligung gewährleisten.
- Beteiligungsgremium: Anknüpfend an die langjährige Tradition von Beteiligungsprozessen auf den Elbinseln hat die IBA ein eigenes Gremium für die Bürgerbeteiligung geschaffen: Das Beteiligungsgremium mit 24 Bürgern und sieben Politikern aus dem IBA-Präsentationsgebiet begleitete aktiv den Planungs- und Realisierungsprozess von IBA und Internationaler Gartenschau und ergänzt die bestehenden Sanierungs- und Stadtteilbeiräte auf den Elbinseln.
- Bürgerdialoge: im Zentrum der Elbinseln finden im Bürgerhaus Wilhelmsburg mehrmals jährlich offene Bürgerdialoge statt. Sie sind Forum und Werkstatt für die Bürger, die hier die Gelegenheit zum regelmäßigen Austausch über Ziele, Vorhaben und den Stand der Projekte der IBA Hamburg erhalten.
- IBA-Labore und -Foren: Auf den Elbinseln finden regelmäßig Fachveranstaltungen und Workshops, Expertenrunden und Kongresse statt: Die IBA-Labore vertiefen Einzelaspekte und Fachthemen, während die IBA-Foren in größerem Rahmen übergreifende Aspekte der Stadtentwicklung thematisieren. Führende Wissenschaftler und internationale Experten kommen nach Hamburg, tauschen sich aus und stellen sich dem Dialog mit den Bürgern. Im Zentrum aller Veranstaltungen, Workshops und Debatten steht dabei immer die Frage, wie die Menschen ihr Zusammenleben, Wohnen und Arbeiten in der Metropole der Zukunft gestalten können.

## Kritik

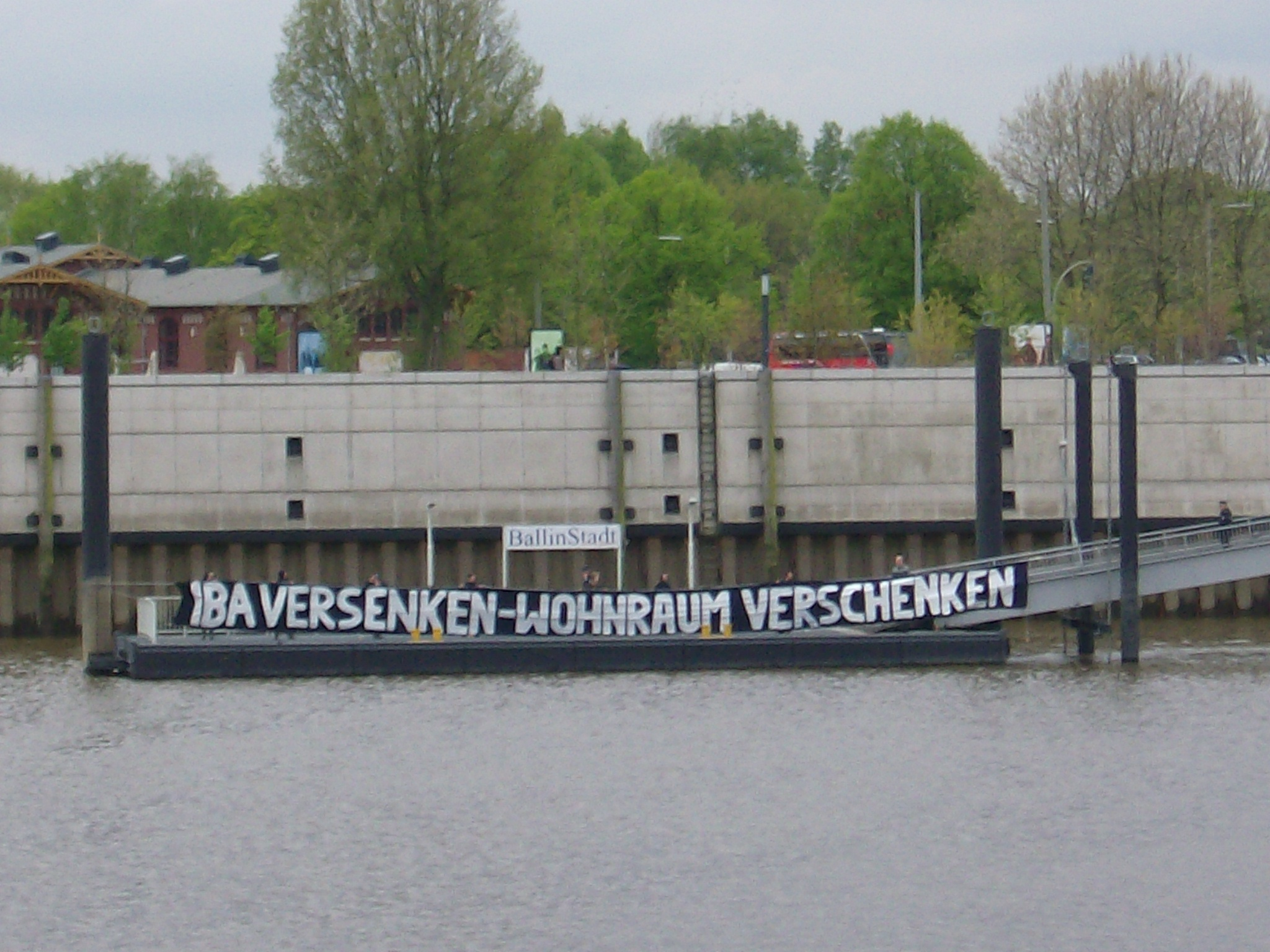
Protestaktion

Durch die Aufwertung der jahrzehntelang baulich vernachlässigten und teilweise von Armut geprägten Stadtteile sehen Anwohner die Gefahr, im Zuge eines Gentrifizierungsprozesses vertrieben zu werden. Zahlreiche Bürgerveranstaltungen und Dialogformate trugen aber dazu bei, Vertrauen aufzubauen und nicht gegeneinander, sondern miteinander zu planen. Die meisten Projekte der Internationalen Bauausstellung sind heute in Wilhelmsburg fest verankert und werden von der Bevölkerung und den Bewohnern gut angenommen. „Wohnen heißt Bleiben!“ und „Aufwerten ohne Verdrängung“ zählen bis heute zu den grundlegenden Maximen der IBA Hamburg.